# آندریا وویکو
آندریا وویکو (انگلیسی: Andreea Voicu؛ زادهٔ ۱۶ ژانویهٔ ۱۹۹۶) بازیکن فوتبال اهل رومانی است.
وی همچنین در تیم ملی فوتبال Romania بازی کرده‌است.